# Canyelles (Nou Barris)
Canyelles és un barri del districte de Nou Barris de la ciutat de Barcelona. Fou construït l'any 1974 esdevenint l'últim polígon d'habitatges que s'aixecà en l'etapa predemocràtica. Durant força temps va patir una mancança important d'infraestructures i serveis.
Algunes de les millores de transport foren l'obertura de les rondes l'any 1991 i l'arribada de la línia 3 del Metro de Barcelona amb dues parades al barri i que el 2009 s'ha perllongat fins al barri de Trinitat Nova.
Al barri s'hi pot trobar el parc de Serra i Martí i la Font Màgica inaugurada el 1998.
El nombre d'habitants a data de 2011 era de 7.170.